# Thrinchus arenosus
Thrinchus arenosus är en insektsart som beskrevs av Bei-bienko 1948. Thrinchus arenosus ingår i släktet Thrinchus och familjen Pamphagidae.

## Underarter
Arten delas in i följande underarter:
- T. a. arenosus
- T. a. extimus